# Lill-Råtjärnen, Norrbotten
Lill-Råtjärnen är en sjö i Bodens kommun i Norrbotten och ingår i Råneälvens huvudavrinningsområde.